# 迪尼普足球會
迪尼普足球會（羅馬化：Futbolnyi klub "Dnipro"）是烏克蘭一家足球俱樂部。位於第聂伯罗。在歷史上獲得過蘇聯足球頂級聯賽的冠軍和蘇聯杯的冠軍。烏克蘭獨立之後，參加烏克蘭足球乙級聯賽的賽事。2018年，迪尼普由於未能向職球員和經理支付賠償，多項法律索賠而被國際足協勒令降班到業餘聯賽，翌年大部分職球員加入同市球會迪尼普第一體育會，迪尼普最終因財困問題解散。

## 球會榮譽
本土（蘇聯時期）
- 苏联顶级联赛：

 冠軍： (2) 1983, 1988
 亞軍： (2) 1987, 1989
 季軍： (2) 1984, 1985
- 蘇聯盃：

 冠軍： (1) 1988–89
- 蘇聯聯邦盃：

 冠軍： (2) 1986, 1989
 亞軍： (1) 1990
- 蘇聯超級盃：

 冠軍： (1) 1989
 亞軍： (1) 1984
本土（烏克蘭時期）
- 烏克蘭超級聯賽：

 亞軍： (2) 1992–93, 2013–14
 季軍： (7) 1992, 1994–95, 1995–96, 2000–01, 2003–04, 2014–15, 2015–16
- 烏克蘭盃：

 亞軍： (3) 1994–95, 1996–97, 2003–04

## 外部連結
- Official website （页面存档备份，存于）
- Unofficial website